# Garotos de Ouro
Garotos de Ouro é uma banda gaúcha de músicas tradicionalistas formada em Cruz Alta, Rio Grande do Sul. A banda foi formada Paulo Gimenes Alves, que faleceu em novembro de 1998. A maioria dos sucessos da banda foram interpretadas pelo ex-vocalista Ivonir Machado (que foi para o grupo Novos Garotos) e posteriormente por Victor Pedroso, ex-vocalista do Grupo Alma Serrana, do Mato Grosso do Sul.
O Grupo foi fundado em 1976, mas ganhou projeção no estado em 1984, durante a 4° Coxilha Nativista, cantando a canção Gaitita, música que viria a ser um sucesso do grupo, inserida em um CD das canções da Coxilha Nativista e gravada anos depois no CD Irmãos e Amigos, de 2002.
Um dos sucessos da banda é a canção "No Barulho do Meu Relho", versão do Passinho do Volante, que possui mais de 1 milhão de visualizações na internet. Outros sucessos são "Vuco-Vuco" e "Me Dá Um Beijo".
Em 2017, Victor Pedroso volta ao grupo tendo sucessos deste ano em específico a música "Caímo na Lava-Jato" e em 2018 a música "Meu Dublê".
Passados 25 anos desde sua primeira passagem rápida em 1998, Zé Leandro teve uma segunda passagem pelo grupo como cantor, com uma nova formação.
Em Maio de 2023, João Maciel também retorna ao grupo após sua primeira passagem de 1997 até 2008, como baterista.
O Grupo é formado por Xirú (voz solo e vocal), Daniel Severo (guitarra e vocal), Marlon Richard (baixo e vocal), Fabiano Marques (acordeon) e João Maciel (bateria, voz solo e vocal).

## Acidente
Na madrugada do dia 13 de setembro de 2021, o ônibus da banda sofreu um grave acidente, saindo da pista e colidindo contra um barranco de pedras em uma curva, em Águas Mornas, em Florianópolis, na BR-282, no km 44,2, por volta da 1h40 da madrugada. O cantor e fundador da banda Garotos de Ouro, Airton Machado de 62 anos, estava dirigindo o ônibus e o mesmo morreu na hora. Os demais membros da banda haviam decidido retornar de automóvel. Estava acompanhado de sua esposa, que teve graves ferimentos. 

## Discografia

### Álbuns de estúdio
- 1976: Canto Nativo
- 1978: Belas Lembranças
- 1986: Quando o Estouro é um Estouro
- 1989: Barbaridade Tchê
- 1992: Os Garotos de Ouro
- 1994: A Raça Campeira
- 1996: Desperta Rio Grande!
- 1998: Pago Sul
- 1999: Obrigado Patrão Velho
- 2004: Bailão dos Garotos
- 2006: O Sucesso Continua...
- 2008: Filhinho do Papai
- 2010: Marca de Sucesso
- 2011: Um Chacoaio de Vanera
- 2013: De Alma Campeira
- 2015: Eu Tô na Lista
- 2017: Rodeio do Amor
- 2019: Querência Urbana

### Álbuns ao vivo
- 2000: Show Ao Vivo em Vacaria
- 2001: Garotos de Ouro Ao Vivo - Swing do Sul
- 2002: Irmãos e Amigos
- 2005: Ao Vivo em Porto Alegre
- 2009: Garotos de Ouro Ao Vivo (2ª Geração)

### Coletanêas
- 1993: Os Grandes Sucessos
- 1996: Dose Dupla
- 1997: As 20 Preferidas
- 2001: Interpretam Jorginho Tchamamecero
- 2008: Músicas Gaúchas Inesquecíveis Vol.1
- 2008: Músicas Gaúchas Inesquecíveis Vol.2
- 2008: Músicas Gaúchas Inesquecíveis Vol.3
- 2008: Músicas Gaúchas Inesquecíveis Vol.4
- 2008: Músicas Gaúchas Inesquecíveis Vol.5
- 2015: Especial Rodeio da Vacaria

## Maiores sucessos
- Gaitita (1984)
- Barraca Armada (1986)
- Vanerão do Nego Nereu (1986)
- Peão Farrapo (1986)
- A Poupança da Gordinha (1986)
- Morenaça (1989)
- Barbaridade Tchê (1989)
- Ânsia de Baile (1989)
- Bailanta do Fundão (1992)
- Contemplando a Natureza (1992)
- Garoto Brasileiro (1992)
- O Xixo (1992)
- Surungo do Namoro (1992)
- Pra Namorar (1994)
- Paixão Campeira (1994)
- Bailezito (1994)
- Causos de Galpão (1994)
- Yahoo! (1996)
- Santinho do Pau Oco (1996)
- Festança nos Medeiros (1996)
- Nosso Tranco (1996)
- Não Chora "China Véia" (1998)
- Chorando a Saudade (1998)
- Chora no Ombro do "Véio" (1999)
- Festa Campeira (1999)
- Obrigado Patrão Velho (1999)
- A.M.M.M. (Associação dos Maridos Mandados Pelas "Muié") (1999)
- Potro Sem Dono (2000)
- Gaiteiro Abagualado (2001)
- Me Bate, "Nega Véia" (2002)
- O Socadão (2002)
- Coração de Potro (2002)
- Gaúcho Forte (2002)
- Lambendo Espoleta (2003)
- Chevettão (2003)
- Barquinho (2004)
- Marca de Raíz (2004)
- Vuco Vuco (2006)
- Dá Dá Dá (2006)
- Baile da Gabriela (Na Base da Chinela) (2006)
- No Clarão da Lua (2006)
- Vivir Sin Aire (2006)
- Filhinho do Papai (2008)
- A Gaia (2008)
- Universitário Apaixonado (2009)
- Balançou (2009)
- Te Quero Só Pra Mim (2010)
- Homem é Que Nem Lata (2010)
- Fim de Semana Tem Rodeio (2011)
- Um Chacoaio de Vanera (2011)
- Um Gaudério de Bombacha (2011)
- Chinelada (2011)
- No Barulho do Meu Relho (Lek Lek Lek) (2013)
- Nheco Nheco (2013)
- O Gaúcho e a Paulista (2013)
- Eu Tô na Lista (2015)
- Um Pila e Meio (2015)
- Pode Coiciá "Nega Véia" (2015)
- Tu Aceita? (2015)
- Meu Dublê (2017)
- Lenço Comprido (2017)
- Caímo na Lava-Jato (2017)
- O Gauchão Comeu Poeira (Rodeio do Amor) (2018)
- Pra Namoro (2019)
- Sobra de Baile (2019)
- Aviso Prévio (2019)
- O Bagual Chorou (2020)
- Um Coração Tapera (2021)
- Guria do Laço (2023)
- Só Vou Tocar Vaneira (2024)